# آن راندال
آن راندال (بالإنجليزية: Anne Randall) هي بلاي ميت وممثلة أمريكية، ولدت في 23 سبتمبر 1944 في ألاميدا في الولايات المتحدة.

## أعمال

### أفلام
- (1973) وست وورلد

## وصلات خارجية
- آن راندال على موقع IMDb (الإنجليزية)
- آن راندال على موقع قاعدة بيانات الفيلم (الإنجليزية)